# ARA 1.º de Mayo (1894)
El ARA 1.º de Mayo fue un buque de vapor que sirvió como transporte en la Armada Argentina, cumpliendo un destacado servicio en apoyo de la exploración y colonización de la Patagonia Argentina y de las primeras Campañas antárticas de la Argentina.

## Historia
Hacia fines del siglo XIX, habida cuenta de la experiencia adquirida tras los sucesos que motivaron la Expedición Py, las operaciones de apoyo a las campañas al desierto y la conflictiva situación con Chile, el Ministerio de Guerra y Marina de la República Argentina afectó algunos pequeños transportes al servicio permanente entre la ciudad de Buenos Aires y la Patagonia Argentina, con escalas en Bahía Blanca y las colonias galesas del Chubut. Sin embargo la flotilla estaba compuesta de unidades lentas y de escaso porte: el transporte Piedrabuena (la cañonera Paraná) y la cañonera Uruguay, ambos viejos vapores de la llamada Escuadra Sarmiento, el ARA Ushuaia de 500 t, Azopardo (383 t), Santa Cruz y el vapor transporte Villarino que, con 1192 t de desplazamiento, era probablemente el más adecuado para la tarea.
El 5 de julio de 1889 la Comisión Naval de la Armada Argentina en Europa contrató en los astilleros Dutruhsdorf, de Kiel, Alemania, la construcción en £ 18.000 libras de un nuevo vapor de transporte, aunque la concepción original que guiaba sus planos correspondía a un yate de gran turismo.
Resultaba el primer barco de la Armada Argentina en llevar ese nombre en homenaje al día de jura de la Constitución Argentina de 1853. 
Tenía casco de acero de 14 mm, aparejo de goleta de dos palos, 5 compartimentos estancos, 2 cubiertas, 2 bodegas y un sollado bodega.
Tenía una eslora de 61.20 m, manga de 8.75 m, puntal de 6.65 m, un calado medio de 4.20 m y un desplazamiento de 640 t. Era propulsado por una máquina de vapor de triple expansión de 3 cilindros con una potencia de 650 HP que impulsaba una hélice de 4 palas y le permitían una velocidad de 12 nudos. La capacidad de sus carboneras era de 120 t de combustible. Contaba con iluminación eléctrica generada por un dinamo de 80 volts.
Su tripulación era de 50 hombres y montaba 2 cañones de 76 mm.
El 27 de enero de 1894 arribó al puerto de la ciudad de Buenos Aires con pabellón del Imperio alemán y tripulación de origen. El 14 de febrero fue asignado en la orgánica naval al servicio de la costa sur y tras las pruebas de rigor el 10 de abril de 1894 se afirmó su pabellón y se incorporó al servicio efectivo al mando del teniente de navío Juan M. Noguera.
Si bien navegaba con pabellón de guerra y mando y tripulación militar, la planificación de sus misiones eran incumbencia del Ministerio del Interior hasta 1895, en que pasaron a la órbita del Ministerio de Marina que lo destinó a comisiones de servicio general en el Río de la Plata que mantuvo el resto de ese año, exceptuando los meses de mayo y junio en los que pasó para reparaciones a los astilleros de la Armada en río Luján. 

### Carrera a Ushuaia
En 1896, al mando del teniente de navío Zoilo Romero, realizó cuatro viajes redondos entre Buenos Aires y la ciudad austral de Ushuaia. En 1897 efectuó otros 3 viajes al sur, pasando luego a río Luján hasta reincorporarse al servicio con apostadero en Dársena Sur en el mes de julio, al mando del teniente de navío Antonio Mathe.
Hasta junio de 1898 efectuó al mando de Mathe tres viajes al sur. Ese mes fue reemplazado por el teniente de navío Carlos Aparicio, bajo cuyo comando efectuó entre enero y julio de 1899 tres nuevos viajes al sur de la Patagonia argentina. Al mando del teniente de fragata Guillermo Jurgensen realizó otros dos viajes, pasando a reparaciones en diciembre. 
Durante 1900 al mando ahora del teniente de navío Ramón González Fernández realizó diez viajes entre Buenos Aires y Ushuaia. Tras el último viaje permaneció con apostadero en esa ciudad austral. En 1901, al mando del teniente de navío José Quiroga Finque rescató a 18 náufragos de la fragata mercante francesa Fervaal, hundidad en aguas cercanas a la Isla de los Estados. Durante ese año efectuó cuatro viajes a Río Gallegos y otros dos a Buenos Aires. 
En el último viaje permaneció en Buenos Aires y al mando del teniente de fragata Eduardo Méndez participó en 1902 de las maniobras anuales como buque de apoyo de la 2° División de la Defensa General del Río de la Plata.
En mayo pasó a depender de la Intendencia de Marina con tripulación civil y al mando sucesivamente del teniente de fragata Alfredo Iglesias, y de los tenientes de navío Tiburcio Aldao y Diego García.
En febrero de 1903 asumió el mando el teniente de fragata Enrique Moreno y en septiembre el teniente de fragata Nelson Page, bajo cuyo comando efectuó ocho viajes a Ushuaia.
En enero de 1904 se hizo cargo en comisión el teniente de navío César Silveyra efectuando siete viajes a Ushuaia. Encontrándose el país en una situación conflictiva con Chile por los límites australes, pese a la firma de los Pactos de Mayo (1902), el último viaje iniciado en Buenos Aires el 5 de diciembre fue considerado una misión de reafirmación de los derechos de soberanía argentinos. Durante el mismo recorrió las costas del Territorio Nacional de Río Negro (escala en San Antonio Oeste), del Territorio Nacional del Chubut (con escalas en Madryn, Bahía Cracker, Puerto Pirámides, Bahía Engaño, Cabo Raso, Puerto Santa Elena, Camarones, Rada Tilly) y del Territorio Nacional de Santa Cruz (escalas en Mazarredo, Cabo Blanco, Puerto Deseado, Bahía del Oso Marino, Puerto San Julián, Puerto Santa Cruz y Río Gallegos), y tras pasar por Punta Arenas (Chile), recorrió el Territorio Nacional de Tierra del Fuego (Ushuaia, Bahía Lapataia, Puerto Harberton, Puerto Almanza, Almirante Brown, Archipiélago de Año Nuevo), nuevamente Santa Cruz (Isla Pingüino y Cabo Vírgenes), regresando entonces a Buenos Aires.
En enero de 1905 se hizo cargo del mando el teniente de navío Juan S. Atwell, en junio Joaquín Ramiro y luego el capitán de fragata Francisco Donovan. Durante ese año, el 1° de Mayo realizó cinco viajes a Ushuaia hasta el mes de octubre, cuando fue despachado en auxilio del crucero acorazado ARA 9 de Julio, varado en Santa Catarina, Brasil.
En enero de 1906 ejerció el mando en comisión el alférez de navío Juan C. Mihura y en febrero se hizo cargo en propiedad el teniente de navío Adolfo O'Connor, trasladando personal al Observatorio Astronómico de la Isla Año Nuevo. En agosto asumió el comando el teniente de navío Augusto Sarmiento, no registrando nuevas misiones.
Durante el año 1907 al mando sucesivo de Sarmiento y del teniente de navío Horacio Pereyra realizó varios viajes a Ushuaia. En octubre de 1908 tomó el mando el teniente de fragata Arturo Cueto y en diciembre el teniente de navío Manuel R. Trueba. Durante ese año el 1° de Mayo efectuó cuatro viajes redondos a Ushuaia.
Entre enero y mayo de 1909 efectuó tres viajes a Ushuaia y participó de las maniobras anuales como transporte de carbón de la división de Defensa Marítima Móvil. Finalizadas, en mayo se hizo cargo del comando el teniente de navío Carlos M. Llosa y en diciembre el teniente de navío Julio Prats.
En abril de 1910 pasó al mando del teniente de navío Arturo Morixe. Tras participar en las celebraciones del Centenario Argentino pasó al mando sucesivo de los tenientes de navío David García y Juan Sancassani, realizando tareas de relevamiento hidrográfico y un único viaje a Ushuaia. 
En enero de 1911 al mando del teniente de navío Washington Calero fue afectado al servicio de la Gobernación de Tierra del Fuego, en cuya comisión rescató en Caleta Falsa a 12 náufragos de la barca alemana Thekla. En octubre fue relevado por el Piedra Buena y en diciembre se hizo cargo el teniente de navío Víctor Cabello.
A fines de enero de 1912 asumió el mando el teniente de navío César Finoquetto, permaneciendo afectado a la carrera de la costa patagónica hasta el mes de agosto en que relevó al Piedrabuena como buque estacionario en Ushuaia. En diciembre asumió brevemente el mando el teniente de navío Santiago Baibiene, que transfirió a fines de enero de 1913 al teniente de navío Federico Rouquause. Durante ese año continuó afectado al servicio de la Gobernación de Tierra del Fuego realizando numerosos viajes entre Ushuaia, Río Gallegos y Puerto Deseado, y cruceros por el Estrecho de Le Maire y el Canal del Beagle.
En enero de 1914 se hizo cargo del comando el teniente de navío R. de la Sota y en agosto el teniente de navío Carlos Monetta. Al estallar la Primera Guerra Mundial fue alistado en armamento completo y destinado al patrullaje de las aguas territoriales en el sector de Tierra del Fuego hasta noviembre en que pasó a reparaciones en Dársena Norte.

### Orcadas
En septiembre de 1915, ahora al mando del teniente de navío Francisco Arnaut efectuó tareas de relevamiento destinadas a actualizar la carta náutica de las islas Orcadas del Sur. 
En julio de 1916 se hizo cargo el teniente de navío León Scasso y pasó con apostadero a Río Santiago. En noviembre, al mando del teniente de navío Juan Caevelos realizó relevamientos hidrográficos en el Río de la Plata y algunos viajes de transporte a Puerto Belgrano. 
En febrero de 1917 tomó el comando el teniente de navío Juan Ezquerra. En octubre, al mando del teniente de navío Antonio Abel, integró con el ARA Ingeniero Iribas (entre otras unidades) una escuadrilla encargada del relevamiento de la meseta submarina dentro de las 50 brazas.
En enero de 1918 tomó el mando el teniente de navío Ignacio Espíndola y en el mes de julio viajó a Paranaguá, Brasil, en agosto a Santos, Paranaguá y Antonina y en septiembre nuevamente a Paranaguá, regresando a Buenos Aires el 12 de octubre. 
En el mes de noviembre asumió el comando el teniente de navío Eduardo Lezica, quien lo transmitió en enero de 1919 al teniente de navío Juan Cánepa, con quien viajó a Montevideo e intervino en el salvataje del ARA Azopardo, naufragado en Bahía Buen Suceso. La actuación de Cánepa y sus hombres en el rescate los haría merecedores de una felicitación especial del Ministerio de Marina.
Bajo el mando de los tenientes de navío Ismael Zurueta (enero de 1920) y Honorio Acevedo (junio) efectuó tres viajes a Ushuaia. En julio fue afectado como transporte a la 3° Región Naval, pero pasó a situación de desarme para ser modificado con el objeto de utilizar petróleo como combustible. Permaneció en igual situación al mando sucesivo de Acevedo, Guillermo Cohello (1923) y Francisco Danieri (noviembre de 1923).
Finalizadas las tareas de modernización, en enero de 1924 al mando de Benito Sueyro realizó un viaje a las Islas Orcadas relevando a la corbeta Uruguay en las tareas de instalación de una estación de radiotelegrafía. Al mando de Vicente Ferrer (junio de 1924) y Francisco Danieri (octubre de 1924) continuó afectado al servicio de transportes de la costa patagónica. 
En enero de 1925 se hizo cargo del comando el teniente de navío Ramón A. Poch, realizando en febrero un nuevo viaje a las Islas Orcadas para trasladar el personal de relevo del Observatorio Meteorológico.
A su mando y al de su sucesor Jorge Godoy (julio) ese año efectuó cinco viajes entre Ushuaia y Buenos Aires.
Hasta abril de 1926 permaneció estacionario en Ushuaia. Tras pasar a Buenos Aires para reparaciones, fue destinado con apostadero en Puerto Belgrano a tareas hidrográficas en la Ría Coig (Santa Cruz), Bahía Vera y la costa desde Punta Ninfas hasta Isla Tova (Chubut).
Durante 1927, al mando del teniente de navío Alberto Brunet, efectuó cuatro campañas de relevamiento hidrográfico entre Punta Ninfas y Cabo Dos Bahías y en el río Chubut, y efectuó el relevo del personal del Observatorio en las Orcadas del Sur.
Hasta septiembre de 1928, al comando del teniente de navío Pedro Luisioni, efectuó tareas de relevamiento en el Golfo San Jorge y construyó faros automáticos en el promontorio Belén (Golfo San Matías) y en Punta Guzmán (entre Cabo Blanco y Puerto Deseado). 
Al mando del teniente de navío Francisco Clariza regresó a Buenos Aires, regresando al finalizar el año al Golfo San Jorge para completar el relevamiento de Bahía Solano.
En enero de 1929 viajó a las Orcadas conduciendo el relevo de la dotación del Observatorio. Entre marzo y agosto relevó la costa entre San Julián y Bahía Laura.
En enero de 1930 al mando del teniente de navío Ángel Rodríguez realizó su viaje habitual a las Orcadas, trabajando también en el relevamiento de Bahía Uruguay. Ángel Rodríguez había propuesto efectuar modificaciones en el buque para poder transportar un hidroavión con el que extender la exploración en el sur pero no fue autorizada su implementación.
En abril pasó a Río Santiago para reparaciones generales y el cambio de las calderas, tareas que se mantuvieron hasta fines de 1931 al mando sucesivo de Rodríguez y de los tenientes de navío Juan González (agosto), Fidel L. Anadón (septiembre) y Domingo Balbi (noviembre). Finalizadas las tareas alcanzó a realizar un viaje redondo a Ushuaia. 
Durante 1932 continuó en la carrera a Ushuaia al mando sucesivo de Balbi y del teniente de navío Ángel Acevedo (octubre). En marzo de 1933 pasó a desarme en Río Santiago con motivo del mal estado de su casco y máquinas y el 21 de septiembre de 1934 fue radiado de servicio, permaneciendo en dicha base sin tripulación como simple pontón bajo responsabilidad del Arsenal.

### Antártida
El 4 de julio de 1941 fue reincorporado al servicio como transporte y ya en septiembre efectuó un viaje hasta Puerto Pirámides, regresando a Buenos Aires para ser alistado para viajar a la Antártida.

#### Cuarta Campaña antártica (1941/1942)
Se lo acondiciona para tal tarea, tanto en los alojamiento, pañoles, cubierta para alojar a un hidroavión Sterman (el N° 76-D-l) y otros trabajos.
A los efectos de realizar su misión, se efectuó una recorrida profunda de sus maquinarias, ser dispusieron refuerzos estructurales internos y externos en la proa, en la protección longitudinal de su hélice, se instalaron velas (foque, trinquetilla y cangrejo de trinquete, stay y cangrejo de mesana),se revistieron con corcho y chapa los tanques de agua y combustible, agregándose un serpentín de vapor para mantenerlos calientes, se instaló una sala de cirugía, y se lastró con 160 t de lingotes de hierro.
Finalmente, se instaló a popa un soporte para llevar un hidroavión biplaza Stearman 76-D-1 y una pluma (guinche) para arriarlo e izarlo. Así, el transporte ARA 1° de Mayo se convertía en el primer buque de la Armada Argentina con capacidad para llevar a bordo un avión.
El 16 de enero de 1942 zarpó al mando del capitán de fragata Alberto J. Oddera. Tras escala en Puerto Belgrano, el 25 de enero arribó a Ushuaia donde transfirió al ballenero Días el personal y pertrechos destinados al Observatorio de las Orcadas.
El 31 de enero dejó Ushuaia y el 6 de febrero arribó a Isla Decepción, archipiélago de las Shetland del Sur, tomando posesión formal de la misma. El 7 de febrero de 1942 el hidroavión biplaza Stearman ARA 1-E-41 piloteado por el teniente de navío Eduardo Lanusse efectuó el primer vuelo argentino en la Antártida, sobrevolando la isla Decepción en misión de reconocimiento. Durante la misma, realizada con cabina abierta y 30° bajo cero, el operador fotografió la isla con una cámara Fairchild F-8. Completaban la dotación del avión (a bordo o en tierra) el cabo principal Erick Blomquist (mecánico de a bordo) y Antonio Guillermo Silva (fotógrafo y radiooperador), 
El 1° de Mayo pasó luego al archipiélago Melchior (10 de febrero) donde tomó también posesión del territorio. Tras efectuarse un nuevo vuelo el 11 de febrero, pasó a las islas Argentina (12 de febrero), donde el estado del hielo impipidió el desembarco. 
Impedido de seguir rumbo sur por la cantidad de hielo, regresó al fondeadero de Melchior hasta el 19 de febrero y a Islas Argentinas el 20, estableciendo allí un depósito de víveres. 
Regresó al archipiélago Melchior e instaló el primer faro (Faro 1.º de Mayo) de la Armada Argentina en la Antártida, ubicado en la isla Lambda (64º17'9"S 62º58'3"W), rebautizada 1.º de Mayo, habilitado oficialmente el 1 de marzo de 1942.
El 2 de este mes, tras efectuar un último despegue finalizando un total de 19 horas de vuelo de su avión, el 1° de Mayo emprendió el regreso.
Durante el cruce del Cabo de Hornos sufrieron un violento temporal, encontrando en proximidades de la Isla Picton, a los transportes ARA Ezcurra y ARA Fournier que lo reabastecieron para que continuara rumbo a Buenos Aires, donde arribó el 22 de marzo.
Tras la histórica campaña, en la que también había alcanzado en su armada el récord de navegación al sur (66º31`S y 68º34`W) fue sometido a una recorrida general.

#### Quinta Campaña antártica (1943)
El 4 de febrero de 1943 zarpó de Buenos Aires al mando del capitán de fragata Silvano Harriague en una nueva campaña a la Antártida Argentina.
Durante la campaña navegó 5953 millas, permaneció 49 días en operaciones, se efectuaron 23 horas de vuelo, se efectuó el relevamiento hidrográfico y la carta general del Archipiélago Melchior, se instalaron balizas y se efectuaron los primeros estudios aerológicos en el Pasaje de Drake.

### Últimos años
Ya en Buenos Aires, en abril de 1943 asumió el mando el teniente de navío Bernardo Rodríguez, incorporándose al servicio del transporte de la costa atlántica argentina. 
En 1944 al mando de los tenientes de navío Raimundo Palau y Mario O. Rey (diciembre) realizó siete viajes a Ushuaia. Durante 1945 permaneció con igual afectación al mando de Rey. 
Mientras iniciaba un nuevo viaje al sur, el 4 de febrero un fuerte temporal a la altura de Monte Hermoso lo arrojó sobre la costa encallando.
En el siniestro, fallecieron tres hombres.
Pese a la tormenta, el guardiamarina Juan C. Esnal consiguió llegar a nado a la playa y atar un cabo para tender un andarivel y permitir la evacuación del pasaje. 
El casco una vez reflotado fue remolcado a la Base Naval de Puerto Belgrano, pero siendo imposible su recuperación el 30 de septiembre de 1946 se radió del servicio y se vendió como chatarra en 1947.